# あなたの知るかもしれない世界
『あなたの知るかもしれない世界』（あなたのしるかもしれないせかい、英: The world you're about to know）は、過去6回に渡ってフジテレビ系列で放送されていたドキュメンタリーバラエティ番組・特別番組である。

## 概要
あなたの身に起こるかもしれない、万が一の世界をのぞき見る番組。「本格派俳優、女優」がドラマで再現する。
第6回（2015年2月17日放送）の放送内容が、交通事故遺族の心情を傷つけるものであるとして、BPO（放送倫理・番組向上機構）によって放送倫理上問題ありと認定がされ、以後制作は行われていない。

## 出演者

### MC
- ネプチューン（名倉潤・原田泰造・堀内健）
  - 原田、堀内は再現ドラマにも出演
- 生野陽子（第1回～第4回、フジテレビアナウンサー）
- 西山喜久恵（第5回・第6回、フジテレビアナウンサー）

### パネラー
- 神保悟志
- 原史奈
- 北芝健
- 浅見れいな
- 岡本玲
- 佐藤仁美
- 遠野なぎこ
- 片岡明日香
- 伊藤かずえ
- 大和田獏
- 梶原善
- 田代万里生
- 宮崎美子

### ナレーション
- 山口由里子
- 松元真一郎（フジテレビアナウンサー）

## 再現ドラマ
第1回 2011年12月30日放送
- 自分が住むマンションで殺人事件が起きたら

- 不倫相手の妻に訴えられたら

- ホームレス生活をすることになったら

第2回 2012年5月1日放送
- 自分が住むマンションで火事が起きたら

- 落とした携帯電話を悪用されてしまったら

- 芸能人と交際したら

- 我が子が子役デビューしたら

- ある日突然、妻が失踪したら

第3回 2012年8月10日放送
- 空き巣の被害に遭ったら

- 主婦が社交ダンス教室で恋をしたら

- 身近に潜む万が一の24時間

- 退職して田舎暮らしを始めたら

- 我が子が売れっ子芸能人になったら

第4回 2012年12月4日放送
- 遺産相続争いに巻き込まれたら

演 - 原田泰造、神保悟志、遠野なぎこ、片岡明日香、坂上忍

- 主婦がPTAで恋をしたら

演 - 高橋ひとみ、佐戸井けん太、梶原善

- 身近に潜む“万が一の24時間”

演 - きたろう、秋本奈緒美、岡本玲、小島瑠璃子、未来穂香

- 夫がケータイを触っていただけで盗撮犯にされてしまったら

演 - 津田寛治、佐藤仁美
第5回 2013年6月14日放送
- 悪質なリストラに遭ってしまったら

演 - 原田泰造、升毅
- 殺人事件の第一発見者になったら

演 - 佐藤めぐみ、神保悟志
- あなたのそばにいるかもしれないモンスター隣人

演 - 高橋由美子、片岡明日香
- 生まれた子が夫の子供ではなかったら

演 - 大河内奈々子、金子昇
- 愛犬が他人に咬みついてしまったら

演 - 美保純

第6回 2015年2月17日放送
- ゆるキャラに入ることになったら

演 - 岩佐真悠子
- 我が子が自転車事故を起こしてしまったら

演 - 野々村真
- オバケが見えるようになってしまったら

演 - 原田泰造、片岡明日香
- あこがれのハワイ移住をしてみたら

演 - 神保悟志、遠野なぎこ

## スタッフ
第6回
- 構成：デーブ八坂、くらなり、米川榮一、前原一磨（前原→第4回から）、杉本みな子
- 美術制作：井上明裕
- デザイン：安部彩
- 美術進行：平山雄大
- 大道具：大川原祐也
- 大道具操作：石井一之介（第1,2,4,5回では大道具）
- アクリル装飾：鈴木竜
- 衣装：佐藤恵里、高橋
- 装飾・持道具：KFライズ
- 小道具印刷：ユニプロジェクト
- メイク：山田かつら、佐々木麻里子
- SW：河西純
- CAM：横山政照
- VE：原啓教
- 音声：本澤啓史（本沢啓史）
- CG：山口大樹（キャニットG）
- ロケCAM：江森太一、南谷浩之
- ロケ音声：
- ロケVE：河村廉、市原敬司
- ロケ照明：斎藤卓、田頭祐介
- 編集：違俊一
- MA：長田浩幸（第1-3,6回）
- 音響効果：岩下康洋（サウンドエッグノッグ）
- TK：山口奈保美
- リサーチ：スコープ
- 技術協力：ニユーテレス、fmt、IMAGICA
- ロケ技術：ビデオフォーカス、サンライズアート、サウンドライズ
- 広報：山本麻祐子
- 編成：水野綾子
- デスク：佐伯愛
- 制作協力：ライズ、NEXTEP、FOOLEN LARGE
- ボイスオーバー：
- AD：
- ドラマ演出補：
- AP：
- ディレクター：宮崎鉄平、横尾初喜、滝島春樹（滝島→第2回はAD、第3回はFD、第4回はドラマ演出）、
- プロデューサー：大川友也、村上、江本薫、森田篤、山本千穂
- 演出：及川博則（ライズ、第4回はドラマ演出）
- 総合演出：島本亮
- チーフプロデューサー：小仲正重
- 制作：フジテレビバラエティ制作センター
- 製作著作：フジテレビ

### 過去のスタッフ
- 構成：遠藤英明、竹内真里、板垣佳珠弓
- 美術進行：服部孝志（第1回）、佐野奈緒美（第1回）
- 大道具：佐々木努（第3回）
- アクリル装飾：高橋瞳（第1回）、中山麻粧美（第2-4回）
- 装飾：川合将吾（第1回）、林成利（第1回）、伊藤則久（第1回）
- 持道具：市橋理恵（第1回）、岡田哲也（第1回）
- アートフレーム：石井智之（第2回）
- 視覚効果：中山信男（第2回）
- 衣装：山田斉（第1回）、宮澤愛（第1,2回）、南雲美和子（第1回）、田中梨紗（第3回）
- 携帯・パソコン画面制作：石木賢二（第2回）
- TP：塩津英史（第1,2,4回）
- TM（第3回ではTP）：高瀬義美
- CAM：小池悟史（第1回）、池田孝宏
- ロケCAM：白石利彦（第1回）、中村純（第2回）、小池悟史（小池は第3回ロケCAM）、平澤哲（第2,3回）、仲島秀男（仲島→第4回）、野原隆司（野原→第2回から）
- ロケ音声：青天目章吾（第1回）、宮下貴志（第1回）、小島良紀（第2回）、西田敬（第2回）、片岡博司（第2,3回）、寺内大太、佐藤耕司、加瀬悦史（共に寺内、佐藤、加瀬は第3回）
- ロケVE：小貫毅（第1回）、河村廉（第1,2回）、前川達彦（第2回）、国本航平（第2回）、笹川貴敏、磯西信弘、河内薫（共に笹川、磯西、河内→第3回）、堀口忍、田中康之、斉藤すずお、谷藤一
- ロケ照明：相沢敦（第1,2回）、藤井輝夫（第2回）、渡辺良平（第2回）、鈴木真二（第2回）、根建勝広（第3回）、藤田貴浩（第3回）、平井治雄、長谷川英樹
- 編集：宮田功太郎（第1,4回）、清野和敬（第2回）、浜野元久（第3回）
- MA：伊藤一馬（第4回）
- 音響効果：高田智彰（BABY SOUND LUCK、第1-3回）
- リサーチ：フォーミュレーション（第1回）、窪田華林（第1回）、高木美嘉、宮崎めぐみ、KARIN ISLAND INC.、ビスポ、村上浩美
- 技術協力：FLT
- ロケ技術：共同テレビジョン、オフィス・ドゥーイング、交音社（第2回）、hula INC,、プログレッソ、阿吽、Rev.inc.
- 広報：為永佐知男
- 編成：安喜昌史（第1回）、永竹里早（第4回）
- デスク：佐熊礼子（第1-3回）、岡原香織（第4回）
- AP：内海雅（第1-3回）
- 監修：井上晃一（第1-3回）
- AD：逢坂元（第2回）、松下敏也（第2回）、松浦健志（第2回）、亀山睦実（第2回）、高松千泰、藤原祥子、藤田圭吾、間瀬裕介、嶋田哲治、吉田渉、小西祐介、後藤めぐみ、上原ゆかり、清塚麻理乃、及能貴之、秋元一富、岩渕珠理、磯貝洋一
- ディレクター：原武範、市村智哉、岡野彰男
- ドラマ演出：藤原知之、松下敏也
- 演出：松井英泰（第1,2回）、桑島憲司（第2回）、久延雅一（第3回）
- プロデューサー：高柳茂樹、石川陽、茂野直樹、坪井理紗、増谷秀行
- チーフプロデューサー：坪井貴史
- 制作協力：ザ・スピングラス、c-block（第2,3回）

## 問題となった放送内容
- 第6回放送の自転車事故の問題を取り上げた特集で、事故で母を亡くした男性がインタビューに答えた。その後、事故でけがをした小学生が実は「当たり屋」だったとする内容の別の自転車事故を扱った再現ドラマを放送。インタビューに応じた男性は、取材時にドラマで当たり屋を扱うといった説明がなかったとして、「自分が『当たり屋と似たようなものだ』との誤解を視聴者に与えかねない」と訴えていた。BPOはこれに対し、2016年5月16日に、「放送倫理上の問題がある」とする見解をまとめた[1]。